# Lee Mi-seon
Lee Mi-seon (이미선?; Gwangju, 19 febbraio 1979) è un'ex cestista sudcoreana.

## Carriera
Con la Corea del Sud ha disputato tre Olimpiadi (2000, 2004, 2008) e due Campionati del mondo (2002, 2010).